# Camillina setosa
Camillina setosa är en spindelart som beskrevs av Tucker 1923. Camillina setosa ingår i släktet Camillina och familjen plattbuksspindlar. Inga underarter finns listade.